# Bundesstraße 290
Pour les articles homonymes, voir Route 290.
La Bundesstraße 290 est une Bundesstraße du Land de Bade-Wurtemberg.

## Géographie
La route fédérale 290 commence dans le centre de Tauberbischofsheim, où il emprunte la même route que la B 27 jusqu'à la sortie d'autoroute de Tauberbischofsheim. Après avoir traversé la ville thermale de Bad Mergentheim, il bifurque vers l'est puis traverse le plateau de Hohenlohe en direction du sud. Sur la section sur la plaine de Hohenlohe entre Bad Mergentheim et Crailsheim, il est également désigné sous l'ancien nom de Kaiserstraße
Après Satteldorf, il traverse la vallée de la Jagst puis les monts de Souabe et Franconie jusqu'à Ellwangen (Jagst). Le centre-ville est largement contourné par la rocade ouest, qui est achevée au début des années 1990.
Avant de se terminer près du Jura souabe avec la confluence avec la B 29, il passe la caserne Reinhardt de la Bundeswehr et le bassin de Buch.

## Source
- (de) Cet article est partiellement ou en totalité issu de l’article de Wikipédia en allemand intitulé « Bundesstraße 290 » (voir la liste des auteurs).